# Grammia gelida
Grammia gelida är en fjärilsart som beskrevs av Heinrich Benno Möschler 1841. Grammia gelida ingår i släktet Grammia och familjen björnspinnare. Inga underarter finns listade i Catalogue of Life.